# Chénerilles
Chénerilles est une localité de Malijai et une ancienne commune française, située dans le département des Alpes-de-Haute-Provence en région Provence-Alpes-Côte d'Azur.
Elle est rattachée à la commune de Malijai en 1973. Son nom en provençal est Chereniho (graphie mistralienne) ou Chenerilhas (graphie classique).

## Situation
Chénerilles est un village perché qui domine la basse Bléone. La commune avait une superficie de 11,44 km2

## Histoire
Chénerilles existait depuis au moins en 1193 (première citation dans les chartes).
Lors des guerres de religion, le village est détruit par les huguenots.
En 1629, la population de 35 habitants est anéantie (3 survivants) par une épidémie de peste déclenchée par un  passage de troupes traversant les Alpes, lors de la guerre de succession de Mantoue. Chénerilles fut l'un des tout  premiers villages touchés, avant que la peste ne frappe Digne la même année de façon tout aussi violente.
En 1698, les habitants de Chénerilles étaient décrits comme étant dans « une situation très pénible, étant sans eau pour boire et obligés de l'aller puiser avec beaucoup de peine à un demi-quart de lieue du village ».
Durant la Révolution, la commune de Chénerilles comptait une société patriotique, créée après la fin de 1792.
Au XIXe siècle, Chénerilles ne se dote d’une école qu’avec les lois Jules Ferry.
Par arrêté préfectoral du 31 août 1973, la commune de Chénerilles, devenue quasiment inhabitée, est rattachée, le 1er janvier 1974, à la commune de Malijai.

## Administration
Avant la Révolution, Chénerilles faisait partie du diocèse de Riez et de la viguerie de Digne.
| Période                                  | Période | Identité | Étiquette | Qualité |
| ---------------------------------------- | ------- | -------- | --------- | ------- |
| Les données manquantes sont à compléter. |         |          |           |         |
|                                          |         |          |           |         |

## Démographie
Les habitants de Chénerilles furent décimés par la peste en 1629 et le village est ensuite resté déserté de sa population. Vers 1860, les 72 habitants que comptait la commune étaient disséminés dans la campagne, le village ne comportant à cette époque que deux habitations.
| 1793 | 1800 | 1806 | 1821 | 1831 | 1836 | 1841 | 1846 | 1851 |
| ---- | ---- | ---- | ---- | ---- | ---- | ---- | ---- | ---- |
| 98   | lac. | 100  | 99   | 102  | 80   | 81   | 79   | 83   |

| 1856 | 1861 | 1866 | 1872 | 1876 | 1881 | 1886 | 1891 | 1896 |
| ---- | ---- | ---- | ---- | ---- | ---- | ---- | ---- | ---- |
| 72   | 73   | 72   | 55   | 61   | 49   | 57   | 47   | 41   |

| 1901 | 1906 | 1911 | 1921 | 1926 | 1931 | 1936 | 1946 | 1954 |
| ---- | ---- | ---- | ---- | ---- | ---- | ---- | ---- | ---- |
| 42   | 33   | 33   | 27   | 38   | 24   | 31   | 15   | 8    |

| 1962 | 1968 | - | - | - | - | - | - | - |
| ---- | ---- | - | - | - | - | - | - | - |
| 10   | 8    | - | - | - | - | - | - | - |

Histogramme

(élaboration graphique par Wikipédia)

## Héraldique
| Blason de Chénerilles | Blason  | De sinople, à une chaîne d'or, accostée de deux canettes, d'argent. |
| Blason de Chénerilles | Détails | Armes parlantes (chaîne / Chénerilles). Le statut officiel du blason reste à déterminer.                                                                                       |
| Blason de Chénerilles | Alias   | De sinople, à un chêne d'or, accosté de deux canettes d'argent Là encore ce sont des armes parlantes. D'Hozier et De Bresc ne s'accordent pas sur la description de ces armes. |